# Трипутино
Трипутино — деревня в Хиславичском районе Смоленской области России. Входит в состав Печерского сельского поселения. Население — 8 жителей (2007 год). 
Расположена в юго-западной части области в 4 км к югу от Хиславичей, в 35 км западнее автодороги А141 Орёл — Витебск, на берегу реки Белица. В 35 км восточнее деревни расположена железнодорожная станция Крапивенская на линии Смоленск — Рославль.

## История
В годы Великой Отечественной войны деревня была оккупирована гитлеровскими войсками в июле 1941 года, освобождена в сентябре 1943 года.

## Известные люди
В деревне родился Герой Советского Союза Иван Заикин. 